# Honey, Honey
Honey Honey ist ein Song der schwedischen Pop-Gruppe ABBA. An Komposition und Text waren sowohl Benny Andersson und Björn Ulvaeus als auch deren Manager Stig Anderson beteiligt. Die Lead Vocals werden von Agnetha Fältskog und Anni-Frid Lyngstad gemeinsam gesungen. Im April 1974 wurde das Stück mit der B-Seite King Kong Song als Single veröffentlicht.

## Entstehung
Die Aufnahmen zu Honey Honey begannen am 17. Oktober 1973. Im Januar 1974 wurde der Song in schwedischer Sprache erneut aufgenommen. Beide Aufnahmen fanden im Metronome-Studio in Stockholm statt. Neben der Single-Veröffentlichung, bei der Honey Honey die A-Seite war, wurde das Stück ebenfalls als B-Seite der schwedischen Version von Waterloo veröffentlicht.

## Zitat
„Agnetha und ich haben versucht, bei den Vocals ein wenig sexy zu klingen. Ich bin nicht sicher, ob wir das geschafft haben“

## Erfolg
Honey Honey wurde auf Wunsch der Gruppe als Single veröffentlicht und konnte sich in einigen europäischen Ländern gut verkaufen. In Deutschland erhielt Honey, Honey für 500.000 verkaufter Exemplare eine Goldene Schallplatte. In Großbritannien allerdings, wo ABBA gerade einen Nummer-eins-Hit mit Waterloo gelandet hatten, wollte das dort zuständige Label für ABBA-Platten, Epic Records, diese Single nicht veröffentlichen, sondern stattdessen Ring Ring (#32). Weil der Titel in England von ABBA nicht veröffentlicht wurde, versuchte die Gruppe Sweet Dreams ihr Glück damit. Die Coverversion kam auf Platz 10.